# تشيب بيتس
تشيب بيتس (بالإنجليزية: Chip Pitts)‏ هو ناشط حقوق الإنسان أمريكي، ولد في 24 نوفمبر 1960.